# Davit Skhirtladze
Davit Skhirt'ladze (in georgiano დავით სხირტლაძე?; Tbilisi, 16 marzo 1993) è un calciatore georgiano, attaccante dell'Iberia 1999.

## Carriera

### Club
Ha giocato nella prima divisione dei campionati danese, slovacco, lettone, polacco e georgiano.

### Nazionale
Ha giocato nelle nazionali giovanili georgiane Under-17 ed Under-19.
Ha esordito con la nazionale Under-21 durante le qualificazioni agli europei di categoria.
Tra il 2016 ed il 2017 ha totalizzato complessivamente 4 presenze con la nazionale maggiore.

## Palmarès

### Club

#### Competizioni nazionali
- Campionato georgiano: 2

Dinamo Tbilisi: 2020, 2022
- 1. Division: 1

Viborg: 2020-2021
- Supercoppa di Georgia: 1

Dinamo Tbilisi: 2023